# Rhodiola
Rhodiola (L., 1753) è un genere di piante succulente appartenente alla famiglia delle Crassulacee, diffuso in una vasta parte dell'emisfero settentrionale.
Il nome significa rosellina (dal greco rhodon = rosa combinato con il suffisso latino -iola).

## Descrizione
Le specie appartenenti a questo genere sono piante perenni a portamento erbaceo, proprie dei climi freddi dell'emisfero boreale. , e che hanno l'aspetto di minuscoli cespugli, alti da 5 a 35 cm. I numerosi fusti di consistenza carnosa nascono da un robusto rizoma. Le foglie sono semplici, spesse, succulente, e tendono al verdazzurro.
I fiori sono riuniti in infiorescenze terminali, hanno colore giallo, arancione o rosso e profumo gradevole. Le piante di Rhodiola sono dioiche, cioè esistono piante maschili e piante femminili.

## Tassonomia
Il genere Rhodiola è collocato nella famiglia delle Crassulacee come il genere Sedum, a cui è molto affine.
Diverse specie sono attribuite, secondo gli autori, all'uno o all'altro dei due generi.
Ad oggi questo genere conta 68 specie, tra le quali ricordiamo:
- Rhodiola integrifolia
- Rhodiola rhodantha
- Rhodiola rosea

## Proprietà officinali
La letteratura scientifica non conferma un consenso circa l'efficacia della Rhodiola Rosea a livello della fisiologia umana. Una lunga serie di studi hanno individuato ed evidenziato nella Rhodiola rosea la capacità di influenzare positivamente alcune funzioni del sistema nervoso centrale come la capacità di concentrazione, la memoria, migliorare il tono dell'umore, l'apprendimento andando ad intervenire direttamente sugli indicatori primari della qualità di tali prestazioni.
Tali proprietà sono state ricondotte alla presenza di fenilpropanolderivati e di rosavina, principio vegetale che caratterizza in modo unico l'estratto.
Gli studi hanno dimostrato come la Rhodiola rosea sia in grado di determinare un incremento della concentrazione di serotonina a livello cerebrale, aumentare la disponibilità di dopamina, adrenalina, noradrenalina per aumentare le prestazioni fisiche.
La Rhodiola rosea è normalmente utilizzata in Asia e nell'Europa dell'Est anche per combattere le infezioni virali a carico delle vie aeree superiori e per migliorare la fertilità.